# Rhinobatos irvinei
Rhinobatos irvinei és un peix de la família dels rinobàtids i de l'ordre dels rajiformes
present des de les costes del Marroc fins a les de Namíbia.
És ovovivípar.
Pot arribar als 100 cm de llargària total.>